# Les Châtelliers-Notre-Dame
Les Châtelliers-Notre-Dame település Franciaországban, Eure-et-Loir megyében. Lakosainak száma 149 fő (2022. január 1.). Les Châtelliers-Notre-Dame Les Corvées-les-Yys községgel határos.

## Népesség
A település népességének változása:
| Lakosok száma | 115  | 110  | 123  | 133  | 128  | 134  | 137  | 145  | 146  | 149  |
|               | 1968 | 1982 | 1990 | 2006 | 2013 | 2015 | 2017 | 2019 | 2020 | 2022 |